# Wendboulgou
Wendboulgou, également orthographié Ouendboulgou ou Ouenboulougou, est un village du département et la commune rurale de Pissila, situé dans la province du Sanmatenga et la région du Centre-Nord au Burkina Faso.

## Géographie

### Situation et environnement
Wendboulgou se trouve à 5 km au sud-est de Poulallé et à environ 12 km au sud du centre de Pissila, le chef-lieu du département.

### Démographie
- En 2006, le village comptait 1 772 habitants recensés[1].

## Économie
L'agro-pastoralisme est l'activité principale du village.

## Éducation et santé
Le centre de soins le plus proche de Wendboulgou est le centre de santé et de promotion sociale (CSPS) de Poulallé tandis que le centre hospitalier régional (CHR) se trouve à Kaya.
Wendboulgou possède une école primaire publique.